# Zulkifilu Rabiu
Zulkifilu Muhammad Rabiu (1º gennaio 2002) è un calciatore nigeriano, difensore dei Kano Pillars.

## Carriera

### Club
Ha giocato nella prima divisione nigeriana.

### Nazionale
Con la nazionale Under-20 nigeriana ha preso parte al campionato mondiale di calcio Under-20 2019.
Nel 2021 ha giocato una partita con la nazionale maggiore.